# جوانا گوئینگ
جوانا گوئینگ (انگلیسی: Joanna Going؛ زادهٔ ۲۲ ژوئیهٔ ۱۹۶۳) یک هنرپیشه اهل ایالات متحده آمریکا است. وی از سال ۱۹۸۶ میلادی تاکنون مشغول فعالیت بوده‌است.

## گزیدهٔ آثار

### سینما
- کریسمس مادرهای بد (۲۰۱۷)
- هیئت منصفه فراری (۲۰۰۳)
- تنها در خانه ۴: پس گرفتن خانه (۲۰۰۲)
- درخت زندگی (۲۰۰۱)
- اختراع ابوت‌ها (۱۹۹۷)
- کلیدهای تولسا (۱۹۹۷)
- هنوز نفس می‌کشم (۱۹۹۷)
- نیکسون (۱۹۹۵)
- وایت ایرپ (۱۹۹۴)

### تلویزیون
- خانه پوشالی (۲۰۱۴)
- مد من (۲۰۱۳)
- ذهن‌های مجرم (۲۰۰۷)
- سی‌اس‌آی (۲۰۰۶)
- قانون و نظم (۲۰۰۲)
- ستوان کلمبو (۱۹۹۲)